# النسناس

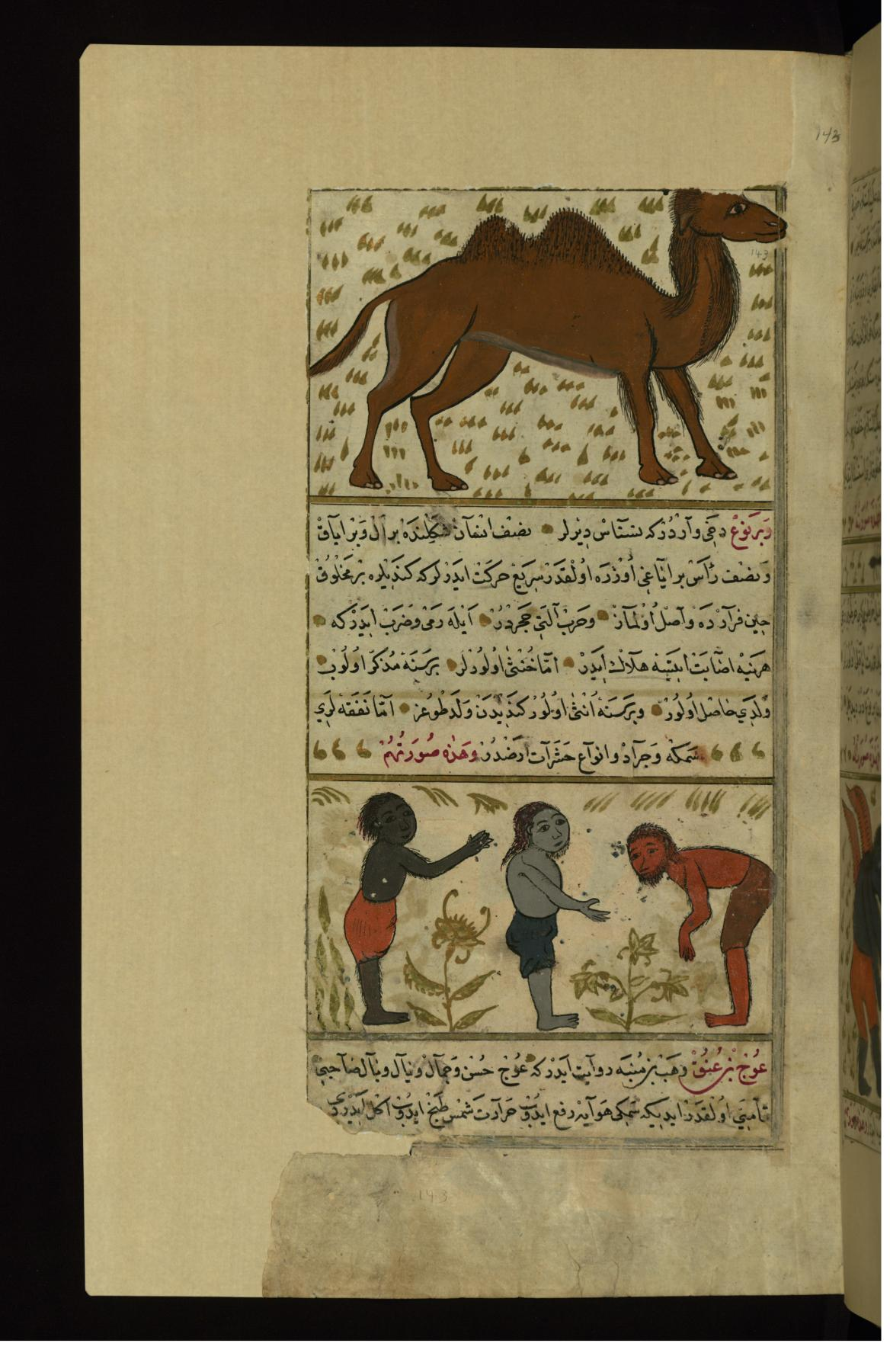
جمل وثلاثة مخلوقات غريبة وحيدة الأيدي (نسناس)

في الفلكلور العربي، فإن النَّسْنَاس هو مخلوق وحشي. وفقًا لإدوارد لين، مترجم ألف ليلة وليلة. أما في القرن التاسع عشر، فإن النسناس هو "نصف إنسان؛ له نصف رأس ونصف جسم وذراع واحدة وساق واحدة، يقفز بها بكل خفة.
كما يوجد في الفولكلور الصومالي مخلوق يسمى «زنجروف» «حنجروف» "xunguruuf" "Hungruf" يشبه «النسناس» وله نفس الخصائص والسمات. من المعتقد أنه بأمكانه قتل شخصًا بمجرد لمسه، وسيكون الشخص عاجزًا في ثوان معدودة.
كان يُعتقد أنه نسل من شيطان يدعى «الشق» وإنسان. يتم تحويل شخصية في «قصة الحكيم والباحث»، وهي قصة من المجموعة، إلى نسناس بعد أن يقوم ساحر بوضع الكحل على إحدى عينيه. تم ذكر النسناس في فيلم جوستاف فلوبير إغراء القديس أنتوني.